# Роженськ (Калузька область)
Роженськ (рос. Роженск) — присілок в Думіницькому районі Калузької області Російської Федерації.
Населення становить 13 осіб. Входить до складу муніципального утворення Присілок Маслово.

## Історія
Від 2004 року входить до складу муніципального утворення Присілок Маслово.

## Населення
| 2002 | 2010 |
| ---- | ---- |
| 24   | ↘13  |